# Andrena forsterella
Andrena forsterella là một loài Hymenoptera trong họ Andrenidae. Loài này được Osytshnjuk mô tả khoa học năm 1978.